# Éric Laplante
Éric Laplante (né le 1er décembre 1979 à Saint-Maurice, Québec au Canada) est un joueur canadien de hockey sur glace.

## Carrière de joueur
Natif de Saint-Maurice au Québec, il joua son hockey junior dans la Ligue de hockey junior majeur du Québec de 1996 à 2000. Il y connut assez de succès pour convaincre les Sharks de San José de la Ligue nationale de hockey d'en faire un choix de 3e ronde au repêchage de la LNH de 1998.
Il joignit le club-école des Sharks pour la saison 2000-2001. Il joua trois saisons dans la Ligue américaine de hockey avant de revenir au Québec. Il a été arrêté par la police en 2006 relativement à une affaire de meurtre d'un trafiquant de drogue. Un an plus tard, soit le 18 décembre 2007, il a été reconnu coupable d'homicide involontaire. Lui et son complice avaient plaidé coupable quelques heures plus tôt. Le 9 janvier 2008, il fut finalement condamné à neuf ans de prison.
En septembre 2012, il est invité au camp d'entraînement des Marquis de Jonquière et il réussit à se tailler une place avec l'équipe.
Le 9 juin 2013 il est réclamé par les Braves de Valleyfield lors du repêchage d'expansion.

## Statistiques
| Saison    | Équipe                      | Ligue  |    | Saison régulière | Saison régulière | Saison régulière | Saison régulière | Saison régulière |   | Séries éliminatoires | Séries éliminatoires | Séries éliminatoires | Séries éliminatoires | Séries éliminatoires |
| Saison    | Équipe                      | Ligue  | PJ | B                | A                | Pts              | Pun              | PJ               | B | A                    | Pts                  | Pun                  |                      |                      |
| 1996-1997 | Mooseheads d'Halifax        | LHJMQ  | 68 | 20               | 30               | 50               | 253              | 18               | 3 | 10                   | 13                   | 28                   |                      |                      |
| 1997-1998 | Mooseheads d'Halifax        | LHJMQ  | 40 | 19               | 22               | 41               | 193              | -                | - | -                    | -                    | -                    |                      |                      |
| 1998-1999 | Voltigeurs de Drummondville | LHJMQ  | 42 | 14               | 25               | 39               | 258              | -                | - | -                    | -                    | -                    |                      |                      |
| 1998-1999 | Remparts de Québec          | LHJMQ  | 23 | 4                | 17               | 21               | 58               | 13               | 8 | 7                    | 15                   | 45                   |                      |                      |
| 1999-2000 | Remparts de Québec          | LHJMQ  | 47 | 24               | 35               | 59               | 234              | 10               | 3 | 5                    | 8                    | 83                   |                      |                      |
| 2000-2001 | Thoroughblades du Kentucky  | LAH    | 62 | 5                | 8                | 13               | 181              | 3                | 0 | 0                    | 0                    | 6                    |                      |                      |
| 2001-2002 | Barons de Cleveland         | LAH    | 78 | 7                | 14               | 21               | 326              | -                | - | -                    | -                    | -                    |                      |                      |
| 2002-2003 | Barons de Cleveland         | LAH    | 76 | 8                | 10               | 18               | 240              | -                | - | -                    | -                    | -                    |                      |                      |
| 2003-2004 | Ice Dogs de Long Beach      | ECHL   | 18 | 5                | 7                | 12               | 77               | -                | - | -                    | -                    | -                    |                      |                      |
| 2003-2004 | Dragons de Verdun           | LHSMQ  | 23 | 3                | 9                | 12               | 131              | 18               | 2 | 4                    | 6                    | 40                   |                      |                      |
| 2004-2005 | Cousin de Saint-Hyacinthe   | LNAH   | 4  | 0                | 0                | 0                | 0                | -                | - | -                    | -                    | -                    |                      |                      |
| 2004-2005 | Rebels de Laval             | LHSPAA | 1  | 0                | 0                | 0                | 0                | -                | - | -                    | -                    | -                    |                      |                      |
| 2005-2006 | Canadel de Louiseville      | LHSPAA | 23 | 17               | 13               | 30               | 144              | 5                | 2 | 4                    | 6                    | 85                   |                      |                      |
|           |                             |        |    |                  |                  |                  |                  |                  |   |                      |                      |                      |                      |                      |
| 2012-2013 | Marquis de Jonquière        | LNAH   | 19 | 1                | 3                | 4                | 94               | -                | - | -                    | -                    | -                    |                      |                      |
|           |                             |        |    |                  |                  |                  |                  |                  |   |                      |                      |                      |                      |                      |
| 2015-2016 | Prédateurs de Laval         | LNAH   | 24 | 3                | 5                | 8                | 201              | 11               | 2 | 6                    | 8                    | 100                  |                      |                      |
| 2016-2017 | Prédateurs de Laval         | LNAH   | 22 | 7                | 4                | 11               | 99               | 6                | 1 | 0                    | 1                    | 50                   |                      |                      |

## Trophées et honneurs personnels
- 2003-2004 : remporte la Coupe Futura de la Ligue de hockey sénior majeur du Québec avec les Dragons de Verdun.